# زاوية مستقيمة

الزاوية المستقيمة قياسها 180 درجة

الزاوية المستقيمة straight angle هي تتابع حركة نقطة بأقصر مسافة إلى نقطة أخرى. وهي زاوية تساوي 180 درجة. ونقول عن زاويتان أنهما زاويتان متكاملتان إذا كان مجموع قياساتهما 180 درجة . بمعنى آخر الزاوية المستقيمة هي عبارة عن خط مستقيم ليس فيه أي انكسار.